# Tae Jin-ah
Tae Jin-ah (kor. 태진아), właściwie Jo Bang-hun (kor. 조방헌, ur. 5 kwietnia 1953 w Korei Południowej) – południowokoreański piosenkarz muzyki trot, aktywny w przemyśle rozrykowym od 1973 roku.